# Zezé Di Camargo & Luciano (álbum de 1996)
Zezé Di Camargo & Luciano é o sétimo álbum de estúdio da dupla brasileira de música sertaneja Zezé Di Camargo & Luciano, lançado em agosto de 1996 pela Columbia Records e pela Sony Music.
O álbum teve como sucessos as canções "Preciso Ser Amado", "Indiferença", "Sorriso Bonito" e "Vivendo por Viver", regravação de Márcio Greyck. A faixa "Brigue Comigo, Mas Não Vá" é uma regravação da dupla As Marcianas. A faixa "Preciso Ser Amado" foi lançada originalmente pela cantora Jayne, com o nome de "Preciso Ser Amada".
O álbum chegou a mais de 1 milhão de cópias vendidas em todo o Brasil e conquistou o disco de diamante.

## Lista de faixas
| Zezé Di Camargo & Luciano – LP |                             |                              |         |  |
| N.º                            | Título                      | Compositor(es)               | Duração |  |
| 1.                             | "Preciso Ser Amado"         | César Augusto Piska          | 5:34    |  |
| 2.                             | "Indiferença"               | Zezé Di Camargo              | 4:08    |  |
| 3.                             | "Seus Olhos"                | Di Camargo                   | 4:08    |  |
| 4.                             | "Brigue Comigo, Mas Não Vá" | Joel Marques                 | 3:36    |  |
| 5.                             | "Não Tenha Dúvida"          | Carlos Randall Danimar Tivas | 5:04    |  |
| 6.                             | "200 Anos"                  | Augusto Marques Di Camargo   | 3:22    |  |
| 7.                             | "Refém de Mim"              | Di Camargo                   | 4:16    |  |
| 8.                             | "Quando a Gente Ama Demais" | Di Camargo                   | 4:34    |  |
| 9.                             | "Vivendo por Viver"         | Cobel Márcio Greyck          | 4:44    |  |
| 10.                            | "Saudade dos Beatles"       | Augusto Piska                | 3:35    |  |
| 11.                            | "Sorriso Bonito"            | Di Camargo Bruno Felipe      | 5:01    |  |
| 12.                            | "E Deus por Nós"            | Fátima Leão Alexandre Netto  | 3:57    |  |
| Duração total:                 | Duração total:              | Duração total:               | 54:40   |  |

| Zezé Di Camargo & Luciano – K7 |                             |                                 |         |  |
| N.º                            | Título                      | Compositor(es)                  | Duração |  |
| 1.                             | "Seus Olhos"                | Zezé Di Camargo                 | 4:08    |  |
| 2.                             | "Refém de Mim"              | Di Camargo                      | 4:16    |  |
| 3.                             | "Vivendo por Viver"         | Cobel Márcio Greyck             | 4:44    |  |
| 4.                             | "Saudade dos Beatles"       | César Augusto Piska             | 3:35    |  |
| 5.                             | "Sorriso Bonito"            | Di Camargo Bruno Felipe         | 5:01    |  |
| 6.                             | "Outra Vez por Amor"        | Carlos Randall Danimar          | 4:16    |  |
| 7.                             | "200 Anos"                  | Augusto Joel Marques Di Camargo | 3:22    |  |
| 8.                             | "Preciso Ser Amado"         | Augusto Piska                   | 5:34    |  |
| 9.                             | "Indiferença"               | Di Camargo                      | 4:08    |  |
| 10.                            | "Brigue Comigo, Mas Não Vá" | Marques                         | 3:36    |  |
| 11.                            | "Não Tenha Dúvida"          | Randall Danimar Tivas           | 5:04    |  |
| 12.                            | "Menina"                    | Roberta Miranda                 | 2:47    |  |
| 13.                            | "Quando a Gente Ama Demais" | Di Camargo                      | 4:34    |  |
| 14.                            | "E Deus por Nós"            | Fátima Leão Alexandre Netto     | 3:57    |  |
| Duração total:                 | Duração total:              | Duração total:                  | 59:02   |  |

| Zezé Di Camargo & Luciano – CD |                             |                              |         |  |
| N.º                            | Título                      | Compositor(es)               | Duração |  |
| 1.                             | "Indiferença"               | Zezé Di Camargo              | 4:08    |  |
| 2.                             | "Seus Olhos"                | Di Camargo                   | 4:08    |  |
| 3.                             | "Preciso Ser Amado"         | César Augusto Piska          | 5:34    |  |
| 4.                             | "Quando a Gente Ama Demais" | Di Camargo                   | 4:34    |  |
| 5.                             | "Não Tenha Dúvida"          | Carlos Randall Danimar Tivas | 5:04    |  |
| 6.                             | "E Deus por Nós"            | Fátima Leão Alexandre Netto  | 3:57    |  |
| 7.                             | "Refém de Mim"              | Di Camargo                   | 4:16    |  |
| 8.                             | "Saudade dos Beatles"       | Augusto Piska                | 3:35    |  |
| 9.                             | "Outra Vez por Amor"        | Randall Danimar              | 4:16    |  |
| 10.                            | "Brigue Comigo, Mas Não Vá" | Joel Marques                 | 3:36    |  |
| 11.                            | "Vivendo por Viver"         | Cobel Márcio Greyck          | 4:44    |  |
| 12.                            | "Menina"                    | Roberta Miranda              | 2:47    |  |
| 13.                            | "Sorriso Bonito"            | Di Camargo Bruno Felipe      | 5:01    |  |
| 14.                            | "200 Anos"                  | Augusto Marques Di Camargo   | 3:22    |  |
| Duração total:                 | Duração total:              | Duração total:               | 59:02   |  |

Notas
- "Saudade dos Beatles" contém as músicas incidentais "Hey Jude" e "Yesterday", escritas por John Lennon e Paul McCartney, e interpretadas por The Beatles.
- "Menina" contém a música incidental "É o Amor", escrita por Zezé Di Camargo, e interpretada por Zezé Di Camargo & Luciano.

## Certificações
| Brasil (ABPD)                             | Diamante | 1996 | 1.000.000* |
| *número de vendas baseado na certificação |          |      |            |